# 760 Massinga
760 Massinga eller 1913 SL är en asteroid i huvudbältet, som upptäcktes 28 augusti 1913 av den tyske astronomen Franz H. Kaiser i Heidelberg. Den har fått sitt namn efter den tyske astronomen Adam Massinger.
Asteroiden har en diameter på ungefär 71 kilometer.